# Чалус
Чалу́с (перс. چالوس‎, маз. چالوس) — город-порт на севере Ирана в провинции Мазендеран, расположенный на южном берегу Каспийского моря. 
Административный центр шахрестана Чалус. 
Население — 75 тыс. человек.

## Демография
Население города Чалус, судя по трём переписям (1996, 2006 и 2011 гг.), росло следующим образом: 41 345 человек, 45 625 и 47 881 чел. 
Среднегодовые общие темпы роста населения города составляли, соответственно, 0,99 % и 0,97 % в год, то есть практически не изменились. Это говорит о стабилизации чалусской рождаемости на достаточно низком уровне. 
Доля Чалуса в населении одноимённого шахрестана в 2011 г. составила 45,4 %, что говорит о довольно высоком уровне урбанизации.

## Экономика
Популярный курорт. Вдоль побережья Каспийского моря расположено множество мелких частных гостиниц и крупных санаториев.
Чалус является одним из наиболее посещаемых туристами иранских городов (см. Туризм в Иране). 

## Достопримечательности
Туристов привлекают главным образом ландшафтные достопримечательности возле Чалуса, горные и морские пейзажи, в частности — покрытые снегом вершины Тахт-е-Сулейман высотой 4850 м и Алам-кух высотой 4335 м, расположенные на расстоянии 60 км к юго-западу от Чалуса, а также такие достопримечательности как дворец Чайхоран и развлекательный комплекс "Намакь-Абруд". 
В 15 км юго-западнее Чалуса находится одно из немногих пресноводных озёр Ирана — Дерьяйе-Велеш.